# Gnojno (powiat inowrocławski)
Gnojno – osada w Polsce, położona w województwie kujawsko-pomorskim, w powiecie inowrocławskim, w gminie Inowrocław.

## Podział administracyjny
W latach 1975–1998 miejscowość należała administracyjnie do województwa bydgoskiego.

## Historia

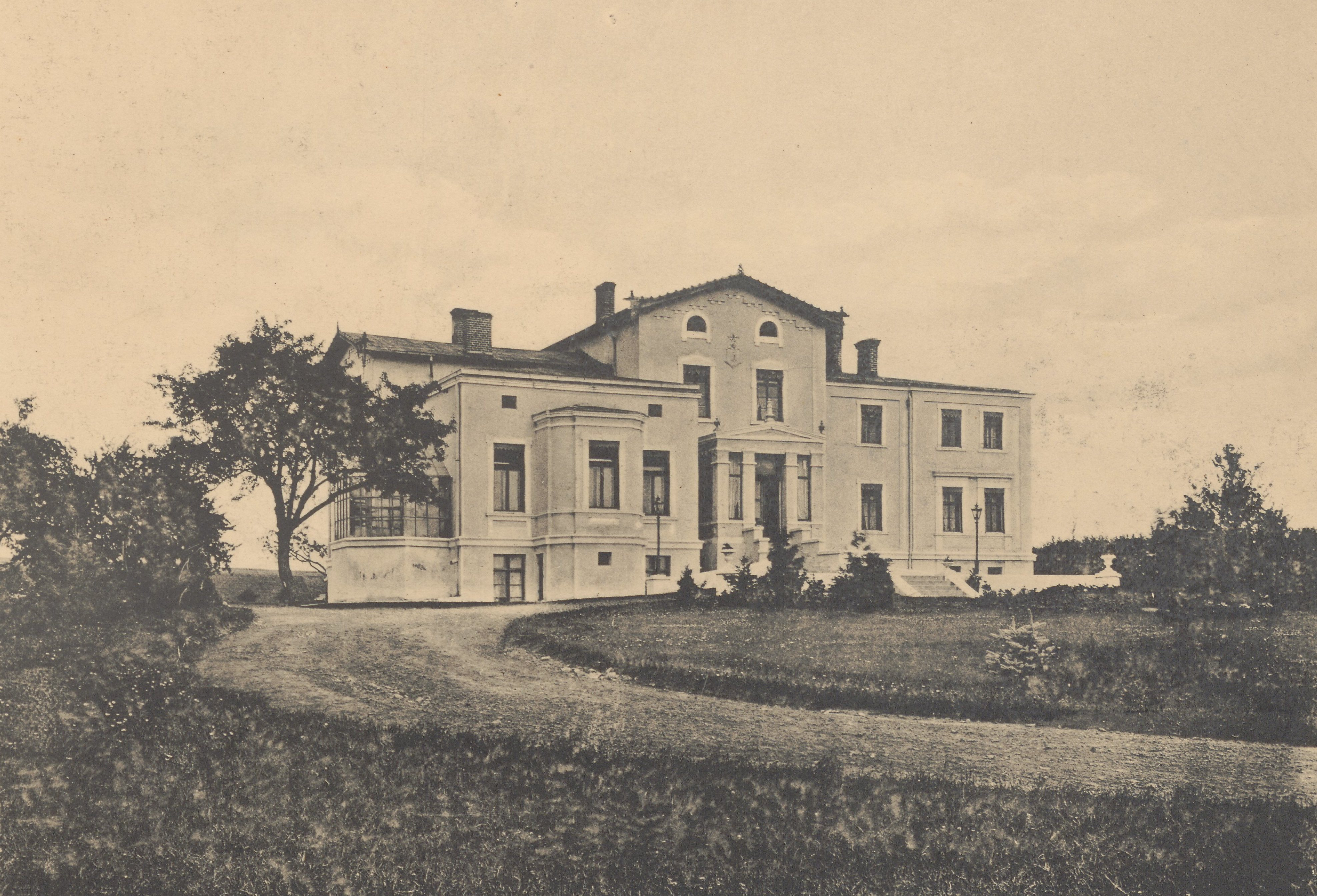
Widok pałacu przed 1912

Słownik geograficzny Królestwa Polskiego i innych krajów słowiańskich notuje, że przed 1880 rokiem, miejscowość położona nad rzeczką Żabienką, licząca 1501 mórg, będąca własnością Józefa Trzebińskiego, który to posiadał w ww. miejscowości słynną owczarnię, liczyła 147 mieszkańców, w tym 141 katolików i 6 ewangelików, w tej liczbie 78 było analfabetami.

## Demografia
Według Narodowego Spisu Powszechnego (III 2011 r.) wieś liczyła 389 mieszkańców. Jest dziesiątą co do wielkości miejscowością gminy Inowrocław.

## Zabytki
Według rejestru zabytków NID na listę zabytków wpisany jest zespół dworski, nr rej.: 115/A z 26.04.1984:
- dwór, pocz. XX w.
- park, XIX w.
- 2 budynki gospodarcze, pocz. XX  w.